# O'Hara Glacier
O'Hara Glacier är en glaciär i Antarktis. Den ligger i Östantarktis. Nya Zeeland gör anspråk på området. O'Hara Glacier ligger 86 meter över havet.
Terrängen runt O'Hara Glacier är varierad. Havet är nära O'Hara Glacier norrut. Trakten är obefolkad. Det finns inga samhällen i närheten. 